# Världsarv i USA
I USA finns idag tjugotre världsarv, vilka utses av FN-organet Unescos världsarvskommitté. Landets första världsarv var Yellowstone nationalpark.

## USA och världsarvskonventionen
USA kom att bli det första landet som ratificerade världsarvskonventionen. USA:s senat skrev under konventionen den 26 oktober 1973 och den 7 december samma år ratificerades den officiellt.
Biträdande ministern för Fish and Wildlife and Parks under Department of the Interior (USA:s inrikesministerium) har det övergripande ansvaret för att konventionen följs och över världsarven. Världsarven är oftast federalt ägda, men de kan också vara nationalhistoriska monument eller naturliga landmärken. Sådana objekt sköts av delstaterna, självstyrande territorier som Puerto Rico, privata stiftelser eller av indianstammar.
National Park Service har ansvaret att ta initiativ till och bekosta den uppföljning och de rapporter som ska lämnas in till Unesco vart sjätte år.
1978 fick USA till slut sitt första världsarv - Yellowstone nationalpark. Sedan dess har antalet världsarv i USA växt och är nu 25 till antalet.

## Nomineringsprocessen i USA
Biträdande ministern för Fish and Wildlife and Parks har ansvaret att nominera världsarv.. Denna person har också ansvaret att ta initiativ till processen att ta fram förslag till världsarv och därefter förbereda, utvärdera och godkänna nomineringsförslag genom att publicera detta i Federal Register. Denna publicering utgör USA:s tentativa världsarvslista med objekt.
Efter rekommendationer och behandling i den rådgivande kommittén Federal Interagency Panel for World Heritage kan Assistant Secretary fatta beslutet att arbetet med att ta fram nomineringsarbetet får inledas. Ansvarig att ta fram nomineringshandlingarna är ägaren/ägarna till objektet i samarbete med NPS. Nomineringshandlingarna skickas sedan in av Assistant Secretary via Department of State till Världsarvcentret.
Före en nominering får skickas in måste objektet, förutom att ha ett ordentligt rättsligt skydd, vara klassat som nationellt betydelsefullt. För detta måste objektet antingen vara ett Nationellt historiskt landmärke, Nationellt naturligt landmärke eller ett Nationalmonument. Det kan också vara fastställt i lag som nationellt betydelsefullt efter beslut i USA:s kongress.

## De 25 världsarven i USA[6]
| År   | Bild                                                   | Namn                                                    | Plats                                                             | Typ (kriterier)                             | Beskrivning |
| ---- | ------------------------------------------------------ | ------------------------------------------------------- | ----------------------------------------------------------------- | ------------------------------------------- | --- |
| 1978 | Klippboningar                                          | Mesa Verde nationalpark                                 | Colorado                                                          | Kulturarv (iii)                             | Mest känd de välbevarade klippboningarna, hus byggda i små grottor längs kanjonväggarna. Från 500-talet och fram till 1300-talet bodde Pueblofolket i dessa hus. |
| 1978 | Bisonoxar nära en het källa                            | Yellowstone nationalpark                                | Idaho Montana Wyoming                                             | Naturarv (vii, viii, ix, x)                 | Yellowstone instiftades 1872 och är därmed världens äldsta nationalpark. Parken är till stor del belägen i den caldera, som bildats vid Yellowstone-vulkanens utbrott för 640 000 år sedan och är berömd för sin variation av gejsrar, varma källor och andra geotermiska företeelser.                                                       |
| 1979 | Vy över Glacier Bay                                    | Kluane/Wrangell-St Elias/Glacier Bay/Tatshenshini-Alsek | Alaska                                                            | Naturarv (vii, viii, ix, x)                 | Världsarvet består av fyra nationalparker i Kanada och USA. I USA ligger Glacier Bay nationalpark och Wrangell-St. Elias nationalpark. |
| 1979 | Grand Canyon i kvällssol                               | Grand Canyons nationalpark                              | Arizona                                                           | Naturarv (vii, viii, ix, x)                 | Grand Canyon är ett eroderat ökenlandskap i nordvästra Arizona där Coloradofloden har grävt sig ned i berggrunden under lång tid och bildat världens största kanjon. |
| 1979 | En vit ibis i Everglades                               | Everglades nationalpark                                 | Florida                                                           | Naturarv (viii, ix, x)                      | Everglades nationalpark består av södra delen av det stora våtmarksområdet Everglades, ett enormt träskområde mest känt för de många alligatorer som lever i området. |
| 1979 | Independence Hall                                      | Independence Hall i Philadelphia                        | Pennsylvania                                                      | Kulturarv (vi)                              | Independence Hall är en historisk byggnad i Philadelphia, Pennsylvania, som uppfördes mellan 1732 och 1753 och ritades i den georgiska stilen av Edmund Wooley och Alexander Hamilton. |
| 1980 | Skogen i nationalparken                                | Redwood nationalpark                                    | Kalifornien                                                       | Naturarv (vii, ix)                          | Området avsattes 1968 för att bevara resterna av de stora skogarna med amerikansk sekvoja, som också kallas redwood. |
| 1981 | Guidad tur i grottan                                   | Mammoth Cave nationalpark                               | Kentucky                                                          | Naturarv (vii, viii, x)                     | Nationalparken Mammoth Cave har världens längsta kända grottsystem. |
| 1981 | Queets river i nationalparken                          | Olympic nationalpark                                    | Washington                                                        | Naturarv (vii, ix)                          | Nationalparken ligger kring berget Mount Olympus vars topp ligger 2432 m över havet. |
| 1982 | Monk's hög                                             | Cahokia Mounds                                          | Illinois                                                          | Kulturarv (iii, iv)                         | I Cahokia ligger flera olika typer av högar - högar med platt topp, koniska högar och högar med ryggås. Mer än 120 högar tros ha funnits, 109 har funnits och 68 av dessa finns bevarade i parken. Störst är Monks hög, som är 30,5 meter hög och har en bas på 316 gånger 241 meter. En stor byggnad stod ursprungligen på toppen av högen. |
| 1983 | Vy över Great Smoky Mountains                          | Great Smoky Mountains nationalpark                      | North Carolina Tennessee                                          | Naturarv (vii, viii, ix, x)                 | Nationalparken går längs Appalachernas bergsrygg. |
| 1983 | La Fortaleza vid inloppet till San Juans hamn          | La Fortaleza och San Juan                               | Puerto Rico                                                       | Kulturarv (vi)                              | La Fortalez är Puerto Ricos guvernörs officiella residens. Det uppfördes mellan 1533 och 1540 för att försvara inloppet till San Juans hamn. |
| 1984 | Yosemitedalen med berget Half Dome i mitten (fjärran). | Yosemite nationalpark                                   | Kalifornien                                                       | Naturarv (vii, viii)                        | Yosemite är internationellt erkänt för sina granitklippor, vattenfall, klara bäckar och mammutträd, samt sin biologiska mångfald (omkring 95 procent av parken är klassad som vildmarksområde. |
| 1982 | Frihetsgudinnan                                        | Frihetsgudinnan                                         | New York                                                          | Kulturarv (i, vi)                           | Frihetsgudinnan är en staty på Liberty Island vid Hudsonflodens utlopp i New York. Statyn var en gåva till USA från ”det franska folket”, som en symbol för att fira hundraårsminnet av USA:s självständighet. |
| 1984 |                                                        | Hawaii Volcanoes nationalpark                           | Hawaii                                                            | Naturarv                                    | |
| 1987 |                                                        | Chacokulturens nationalhistoriska park                  | New Mexico                                                        | Kulturarv                                   | |
| 1987 |                                                        | Monticello och University of Virginia i Charlottesville | Virginia                                                          | Kulturarv                                   | |
| 1992 |                                                        | Pueblo de Taos                                          | New Mexico                                                        | Kulturarv                                   | |
| 1995 |                                                        | Waterton Glacier internationella fredspark              | Montana                                                           | Naturarv                                    | |
| 1995 |                                                        | Carlsbad Caverns nationalpark                           | New Mexico                                                        | Naturarv (vii, ix)                          | Carlsbad Caverns består av ett stort grottområde med en stor fladdermuskoloni i grottans mynning. Här finns 83 separata grottor, inklusive USA:s djupaste och tredje längsta kalkstensgrotta (487 m). |
| 2010 |                                                        | Papahanaumokuakea                                       | Hawaii                                                            | Kultur- och naturarv (iii, vi, viii, ix, x) | Papahanaumokuakea omfattar 140 000 km² hav och tio öar och atoller av Nordvästra Hawaiiöarna, vilket gör det till ett av de största marina naturreservaten i världen. |
| 2014 |                                                        | Poverty Point nationalmonument                          | Louisiana                                                         | Kulturarv (iii)                             | |
| 2015 |                                                        | Franciskanermissionerna i San Antonio                   | Texas                                                             | Kulturarv (ii)                              | |
| 2019 |                                                        | Frank Lloyd Wrights byggnader                           | Arizona, Kalifornien, Illinois, New York, Pennsylvania, Wisconsin | Kulturarv (ii)                              | |
| 2023 |                                                        | Hopewells ceremoniella jordarbeten                      | Ohio                                                              | Kulturarv (i, iii)                          | |

## Tentativa världsarv[7]
| År   | Delstat      | Typ | Namn |
| ---- | ------------ | --- | --- |
| 2008 | Alabama      | K   | Medborgarrättsrörelsens platser (Dexter Avenue King Memorial Baptist Church, Bethel Baptist Church, 16th Street Baptist Church)                                                                                           |
| 2008 | Ohio         | K   | Daytonflygets platser |
| 2008 | Virginia     | K   | Mount Vernon |
| 2008 | Georgia      | N   | Okefenokee nationella viltreservat |
| 2008 | Arizona      | N   | Petrified Forest nationalpark |
| 2008 | Ohio         | N   | Serpent Mound |
| 2008 | Virginia     | N   | Byggnader av Thomas Jefferson - Poplar Forest |
| 2008 | Virginia     | N   | Byggnader av Thomas Jefferson - Virginia State Capitol |
| 2008 | New Mexico   | N   | White Sands nationalmonument |
| 2017 | New York     | K   | Brooklyn Bridge |
| 2017 | New York     | K   | Ellis Island |
| 2017 | New York     | K   | Central Park |
| 2017 | Illinois     | K   | Tidiga skyskrapor i Chicago |
| 2017 |              | N   | Marina skyddade områden i Amerikanska Samoa |
| 2017 |              | N   | Pacific Remote Islands Marine National Monument |
| 2017 | Kalifornien  | N   | California Current Conservation Complex |
| 2017 |              | N   | Marianas Trench Marine National Monument |
| 2017 | Texas        | N   | Big Bend nationalpark |
| 2022 | Pennsylvania | K   | Herrnhutiska bosättningar (USA) - en föreslagen transnationell utvidgning av Christiansfeld, en herrnhutnisk bosättning i Danmark. Förslaget omfattar den historiska herrnhutiska bosättningen i Bethlehem, Pennsylvania. |